# Hervé Boudon
 (septembre 2023).
Pour les articles homonymes, voir Boudon.
Hervé Boudon est un créateur artistique dans le milieu de la Coiffure. 

## Biographie

### Débuts
Hervé Boudon est né à Paris, en 1950, dans une famille de coiffeurs. Après un CAP en coiffure, il reprend le salon familial, rue Montmartre à Paris, qu'il dirigera jusqu'en 2014. 

### Carrière

#### Haute Coiffure française (1970-1982)
En 1970, Hervé Boudon devient membre de l'équipe de création de la Haute Coiffure française sous l'aile de Serge Stern puis Robert Guéry et au sein du groupement artistique ICD, avec Roger Para, Alexandre de Paris et Carita. Il y travaillera en tant que responsable de l'élaboration des nouvelles tendances de la HCF, présentées lors de deux shows annuels (printemps-été et automne-hiver) devant un parterre de professionnels. Il réalise également les illustrations et est à l'époque le seul dans son métier à allier coiffure et dessin. En collaboration avec L'Oréal, il organise des ateliers techniques de formation à ces nouvelles tendances pour les jeunes coiffeuses/coiffeurs en devenir[source secondaire souhaitée].

#### Yasumori - Japon (1978-1979)
Toujours en tant que représentant de la Haute Coiffure française (HCF), Hervé Boudon signe en 1978 un contrat avec la société japonaise Yasumori. Durant un peu plus d'un an, il organise des shows et ateliers techniques à fonction didactique à Fukuoka, Kagoshima, Kyoto, Osaka mais aussi à Hong Kong[source secondaire souhaitée].

#### L'Oréal (1982-1996)
En 1982, Hervé Boudon entre chez L'Oréal en tant que coiffeur-ambassadeur. Il conçoit et réalise des shows. En 1983, il dirige Caligula au Zénith de Paris avec 35 mannequins et danseurs, présenté devant plus de 6 000 professionnels[source secondaire souhaitée]. Un an plus tard vient Legend au Cirque d'hiver, puis en 1991 L'Inde de nos rêves au Cirque Royal de Bruxelles[source secondaire souhaitée].   
Durant cette période, il collabore avec des photographes tels que Giovanni Gastel, Nadir, Walter Chin (en), Thierry Demarquest, Patrick Ibañez, Knut Bry (en), Pierre Berdoy, Gilles Bensimon et d'autres. L'une de ses illustrations fera la couverture du magazine Joyce Espagne[source secondaire souhaitée].  
En tant que directeur artistique, il contribue aux campagnes de Kerastase, Dulcia Jetting, Farandole et Majirel avec l’agence Publicis[source secondaire souhaitée].

### Collaborations
Hervé Boudon a travaillé pendant 15 ans pour Diane Dufresne[source secondaire nécessaire], qu'il a coiffée pour ses spectacles et pour l’une de ses pochettes d’album - Top Secret sorti en 1987. 
Il a créé les perruques et les coiffures des comédiens jouant dans la pièce Dieu, Shakespeare et moi de Woody Allen[source secondaire souhaitée], présentée en 1985 au théâtre de la Porte-Saint-Martin, avec Pierre Richard et Rufus.
Il a été actif dans le domaine de la mode en travaillant en tant que coiffeur-créateur pour des défilés de prêt-à-porter et de haute couture[source secondaire nécessaire], pour des créateurs comme Simon Azoulay, Louis Féraud, Hanae Mori, Frédérique Lucas, Jin Abe, Dominique Sirop (Givenchy).

## Méthode
Hervé Boudon utilise le dessin pour concevoir ses créations avant de les mettre en oeuvre.

## Distinctions
- Prix René Rambaud: 1er Prix du Grand Prix du coiffeur le plus créatif (Trieste, Italie. 1987)[1]
- Prix Objettivo Moda: Grand Prix International des shows les plus créatifs (Palerme, Italie. 1990)[1]
- Prix CACF Palais des Congrès (Bologne, Italie. 1996)
- Récompense The World Beauty Master Awards: Meilleur artisan coiffeur (New York, États-Unis, 1997)[1]
- Médaille d'or des Arts-Sciences-Lettres (Paris, France, 2003)[1]

## Expositions et performances

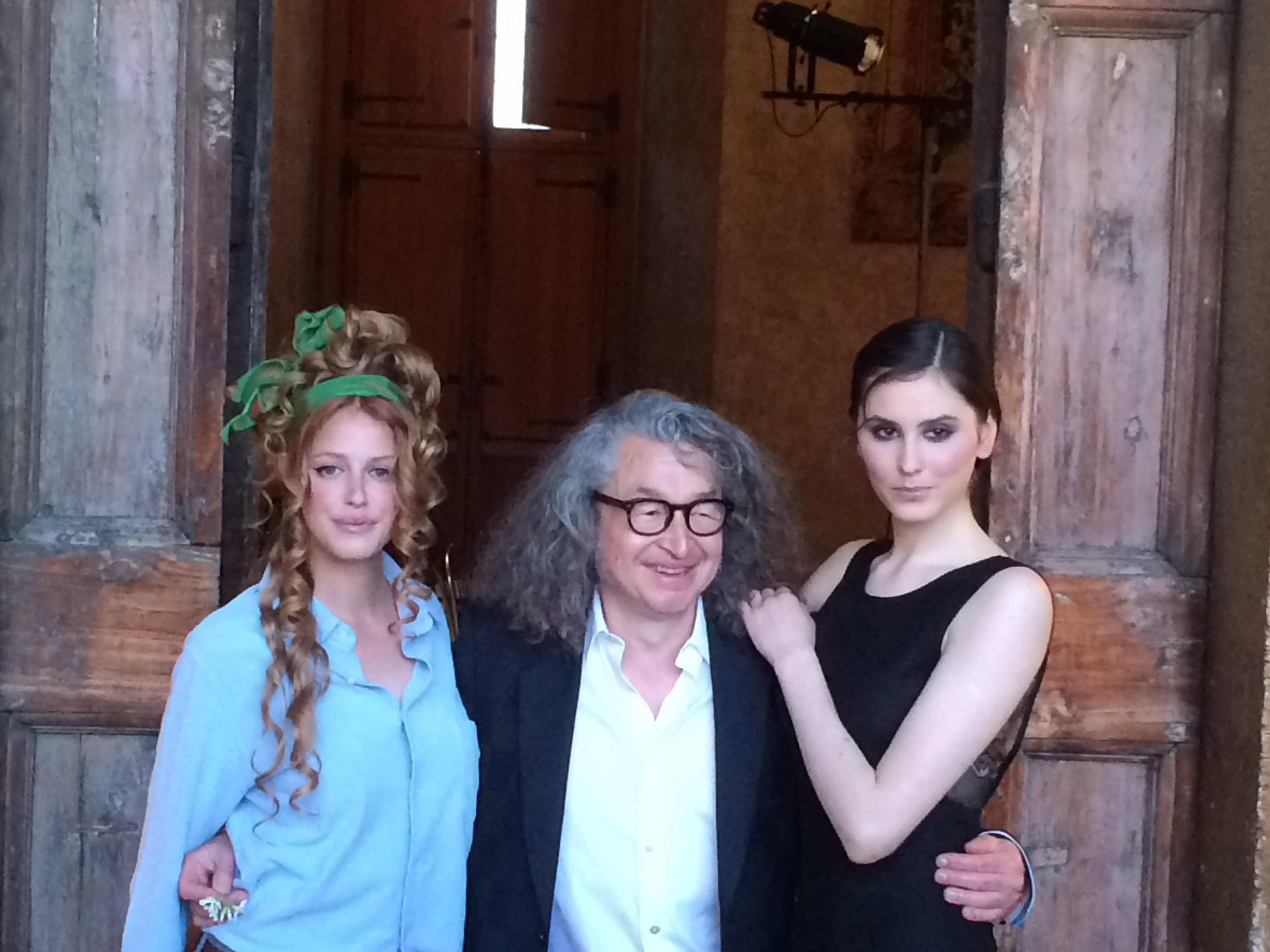
Hervé Boudon avec des mannequins après la représentation de son show « La main guidée par l'idée » à la Villa Médicis le 12 mai 2016.

Du 2 septembre au 10 octobre 2003, Hervé Boudon a exposé une sélection de ses travaux au Palais Galliera, le musée de la mode de la Ville de Paris dans le cadre de l'exposition Miroir, miroir… La main guidée par l'idée. 
Sa dernière exposition, La coiffure à travers les siècles, a eu lieu du 15 avril au 27 mai 2018 au musée de la fondation Karelia à Kalamata en Grèce,. 
Le jeudi 12 mai 2016, la Villa Médicis à Rome a organisé une rencontre avec l'artiste intitulée Questions d'art : la main guidée par l'idée. Hervé Boudon y a présenté un show et fait une démonstration de coiffure dans le cadre des Jeudis de la Villa Médicis.

## Œuvre

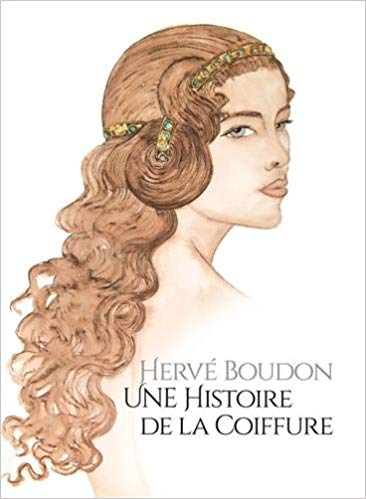
Une histoire de la coiffure - éditions Tohu Bohu.

Hervé Boudon a illustré le livre Le Destin des femmes de l'astrologue grec Kostas Lefakis en 2009[source secondaire souhaitée].
Il écrit et illustre le livre Une histoire de la coiffure en 2016, publié aux éditions Tohu Bohu[source secondaire souhaitée].